# Distretto di Steyr-Land
Il distretto di Steyr Land (in tedesco: Bezirk Steyr Land) è uno dei distretti dello stato austriaco dell'Alta Austria. Il capoluogo, pur non appartenendo al distretto, è Steyr, il centro maggiore distrettuale è Sierning.

## Geografia antropica
Il distretto è suddiviso in 20 comuni, di cui 1 con status di città e 6 con diritto di mercato.

### Città
1. Bad Hall (4.747)

### Comuni mercato
1. Gaflenz (1.799)
2. Garsten (6.506)
3. Sierning (8.531)
4. Ternberg (3.346)
5. Weyer (2.359)
6. Wolfern (2.849)

### Comuni
1. Adlwang (1.579)
2. Aschach an der Steyr (2.131)
3. Dietach (2.436)
4. Großraming (2.763)
5. Laussa (1.367)
6. Losenstein (1.735)
7. Maria Neustift (1.656)
8. Pfarrkirchen bei Bad Hall (2.039)
9. Reichraming (1.884)
10. Rohr im Kremstal (1.131)
11. Schiedlberg (1.279)
12. Sankt Ulrich bei Steyr (2.976)
13. Waldneukirchen (2.254)

(Popolazione al 15 maggio 2001)